# Tmesiphantes caymmii
Tmesiphantes caymmii là một loài nhện trong họ Theraphosidae.
Loài này thuộc chi Tmesiphantes. Tmesiphantes caymmii được miêu tả năm 2007 bởi Yamamoto et al..